# فرتیش لوستیش
فرتیش لوستیش (به معنی خنده دار یا آخر خنده) یا با گویش سوئیسی فرتیخ لوستیخ یک کمدی ۵۱ قسمتی سوئیسی است که از سال ۲۰۰۰ تا ۲۰۰۲ از تلویزیون سوئیس پخش شد.

## طرح داستان
مدیر مکس بروگر از شرکت خود برکنار شد. در همین حین همسرش آنجلا از یک بوتیک مد پیشنهاد کاری دریافت می‌کند و می‌پذیرد. از این پس مکس مسئول خانه است و آنجلا پول را به دست می‌آورد. در همان زمان، اریش ترونیگر، برادر آنجلا، با خانواده نقل مکان می‌کند. او از طرفداران پر و پا قرص فیلم است و به همسایه خود الیان بیسیگر علاقه دارد. او صاحب بوتیکی است که آنجلا در آن شغل پیدا کرد. اما الیان نمی‌خواهد چیزی در مورد اریش بداند. او به‌طور کلی از مردان بیزار است و به مکس این موضوع را بارها و بارها گفته‌است. کاترین دختر مکس و آنجلا است. او ۱۴ ساله است، در دوران بلوغ است و به موتور سواری علاقه خاصی دارد.
البته نزاع بین شخصیت‌ها اجتناب‌ناپذیر است، مکس سعی می‌کند مانند یک مدیر خانه را اداره کند که دائماً شکست می‌خورد و او همچنین با این موضوع که همسرش اکنون خانواده را تغذیه می‌کند مشکل دارد. اریش رؤیای فروشگاه ویدیوی خودش و الیان را می‌بیند که مرتب او را مسخره می‌کند و مسخره اش می‌کند. و کاترین به هر حال می‌خواهد کار خودش را انجام دهد و پدر و مادرش را تحت تأثیر قرار می‌دهد.

## تولید
تلویزیون سوئیس شرکت سازنده Laugh Track را با مجموع سه فصل سفارش داد و از ژانویه 2002 Videcom مسئولیت آن را بر عهده گرفت. آن‌ها بین سال‌های ۲۰۰۰ تا ۲۰۰۲ در مقابل تماشاچیان در استودیو در اوسته فیلم‌برداری شدند و به سرعت پخش شدند.
در سال‌های ۲۰۰۶ تا ۲۰۰۷ این کمدی برای اولین بار توسط SF 1 تکرار شد، از ژانویه ۲۰۱۷ دوباره از SRF 1 پخش شد.

## لینک‌های وب
- - Fertig Lustig
- مقاله در مورد کمدی